# جون كينيدي هورتادو
جون كينيدي هورتادو (بالإسبانية: Jhon Kennedy Hurtado)‏ (16 مايو 1984 في كولومبيا - ) هو لاعب كرة قدم كولومبي في مركز الدفاع. لعب مع ديبورتيفو كالي وسياتل ساوندرز وشيكاغو فاير ونادي شيفاز يو إس أي وCentauros Villavicencio ‏ ونادي موناغاس الرياضي ويونيون ماغدالينا وريال قرطاجنة وTigres F.C. ‏.

## وصلات خارجية
- جون كينيدي هورتادو على موقع الدوري الأمريكي (الإنجليزية)
- جون كينيدي هورتادو على موقع قاعدة بيانات كرة القدم.إي يو (الإنجليزية)